# Kanton Jujan
Der Kanton Jujan, auch Kanton Alfredo Baquerizo Moreno, befindet sich in der Provinz Guayas im zentralen Westen von Ecuador. Er besitzt eine Fläche von 218,5 km². Im Jahr 2020 lag die Einwohnerzahl schätzungsweise bei 32.110. Verwaltungssitz des Kantons ist die Kleinstadt Jujan (auch Alfredo Baquerizo Moreno) mit 8434 Einwohnern (Stand 2010). 

## Geschichte
Das Gebiet war seit dem 26. Februar 1892 unter der Bezeichnung San Agustín de Jujan eine Parroquia rural des Kantons San Jacinto de Yaguachi. Am 19. Mai 1986 wurde die Gründung des Kantons Jujan im Registro Oficial N°438 bekannt gemacht. Der Kanton trägt zu Ehren von Alfredo Baquerizo Moreno, 1916–1920 Präsident von Ecuador, offiziell dessen Namen. 

## Lage
Der Kanton Jujan liegt im Tiefland nordöstlich von Guayaquil. Die Flüsse Río Los Amarillos und Río Chilintomo vereinigen sich im Hauptort Jujan zum Río Jujan. Der Río Los Amarillos durchquert den Kanton, während der Río Chilintomo und der Río Juan den Kanton im Nordosten und im Norden begrenzen. Der Hauptort Jujan befindet sich an der Fernstraße E25 knapp 10 km südlich der Stadt Babahoyo.
Der Kanton Jujan grenzt im Norden und im Nordosten an den Kanton Babahoyo der Provinz Los Ríos, im Südosten an den Kanton Simón Bolívar, im Süden und im Westen an den Kanton San Jacinto de Yaguachi sowie im äußersten Nordwesten an den Kanton Samborondón.

## Verwaltungsgliederung
Der Kanton Jujan wird von der gleichnamigen Parroquia urbana („städtisches Kirchspiel“) gebildet.